# Mistrovství Evropy v zápasu řecko-římském 2001
48. Mistrovství Evropy v zápasu řecko-římském proběhlo v tureckém Istanbulu v květnu 2001

## Informace a program turnaje
- seznam účastníků

Turnaj mistrovství Evropy v zápasu řecko-římském proběhl v istanbulské části Zeytinburnu 10.-13. května 2001 v Abdi İpekçi Areně.
Na mistrovství Evropy startovalo celkem 166 zápasníků – klasiků z 33 zemí.
- ČTV - 10.05.2001 – −54 kg, −63 kg, −76 kg, −97 kg (základní skupiny 1. a 2. kolo)
- PÁT - 11.05.2001 - −54 kg, −63 kg, −76 kg, −97 kg (základní skupiny 3. kolo, čtvrtfinále), −58 kg, −69 kg, −85 kg, −130 kg (základní skupiny 1. a 2. kolo)
- SOB - 12.05.2001 - −54 kg, −63 kg, −76 kg, −97 kg (semifinále a finále), −58 kg, −69 kg, −85 kg, −130 kg (základní skupiny 3. kolo)
- NED - 13.05.2001 - −58 kg, −69 kg, −85 kg, −130 kg (čtvrtfinále, semifinále a finále)

## Česká stopa
- −54 kg – bez zastoupení, −58 kg – Petr Švehla (PSK Olymp Praha), −63 kg – Michal Bláha (Jiskra Havlíčkův Brod), −69 kg – Ondřej Jaroš (PSK Olymp Praha), −76 kg – bez zastoupení, −85 kg – bez zastoupení, −97 kg – Marek Švec (Sokol Hostivař), −130 kg – David Vála (PSK Olymp Praha)

### Muži
podrobné výsledky
| Kategorie | Zlato                          | Stříbro                 | Bronz                      |
| --------- | ------------------------------ | ----------------------- | -------------------------- |
| -54 kg    | Boris Radkevič (BLR)           | Ercan Yıldız (TUR)      | Dariusz Jabłoński (POL)    |
| -58 kg    | Petr Švehla (CZE)              | Irakli Čočua (GEO)      | Marian Sandu (ROU)         |
| -63 kg    | Şeref Eroğlu (TUR)             | Igor Čučunov (RUS)      | Włodzimierz Zawadzki (POL) |
| -69 kg    | Aleksandre Dochturišvili (GEO) | Michail Ivančenko (RUS) | Movses Karapetjan (ARM)    |
| -76 kg    | Alexej Mišin (RUS)             | Ara Abra'amjan (SWE)    | Nazmi Avluca (TUR)         |
| -85 kg    | Hamza Yerlikaya (TUR)          | Marcin Letki (POL)      | Oleksandr Darahan (UKR)    |
| -97 kg    | Alexandr Bezručkin (RUS)       | Ali Mollov (BUL)        | Petru Sudureac (ROU)       |
| -130 kg   | Mihály Deák-Bárdos (HUN)       | Fatih Bakır (TUR)       | Sergej Murejko (BUL)       |